# Tooting Bec (London Underground)

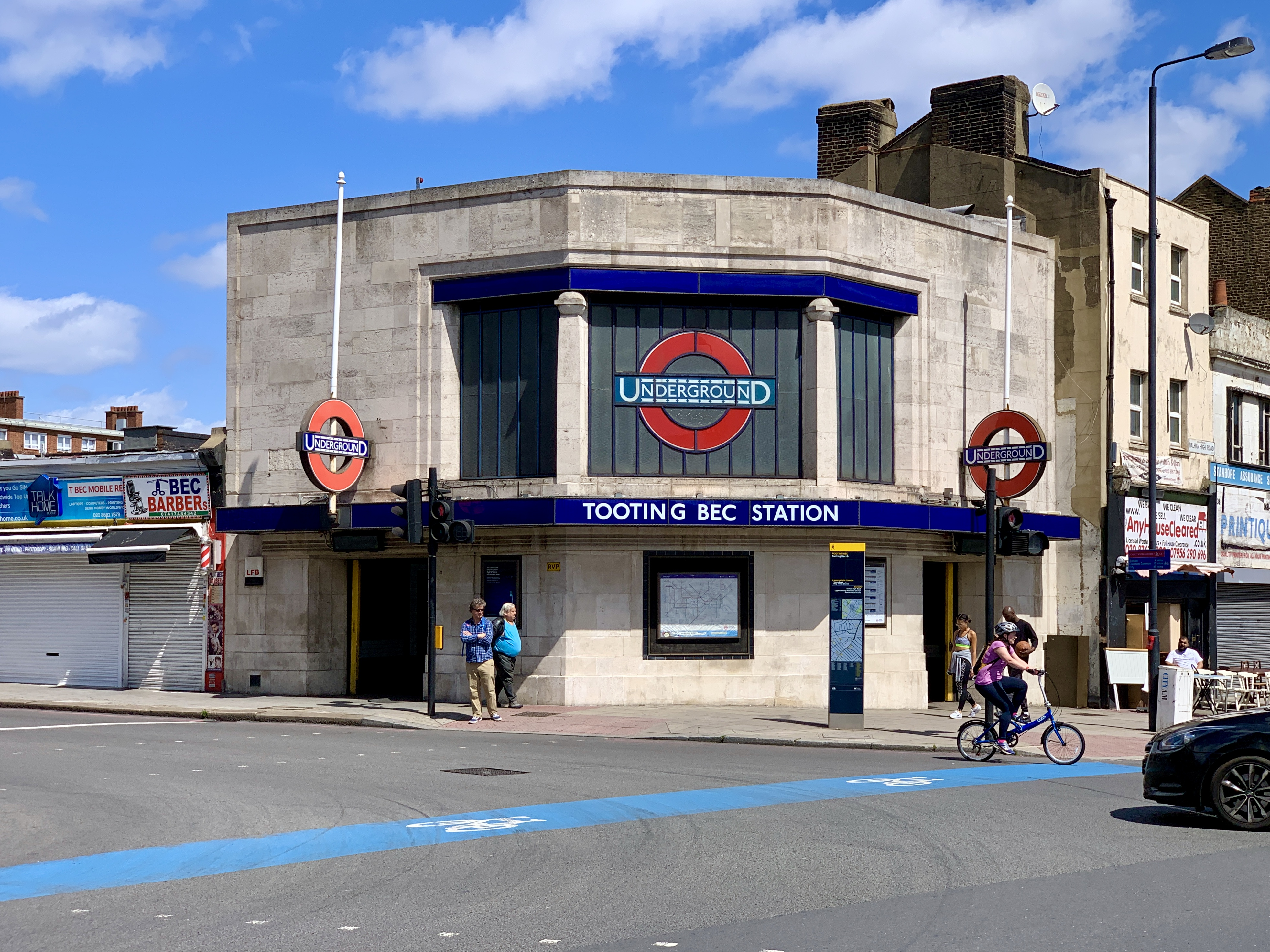
Hauptstationsgebäude

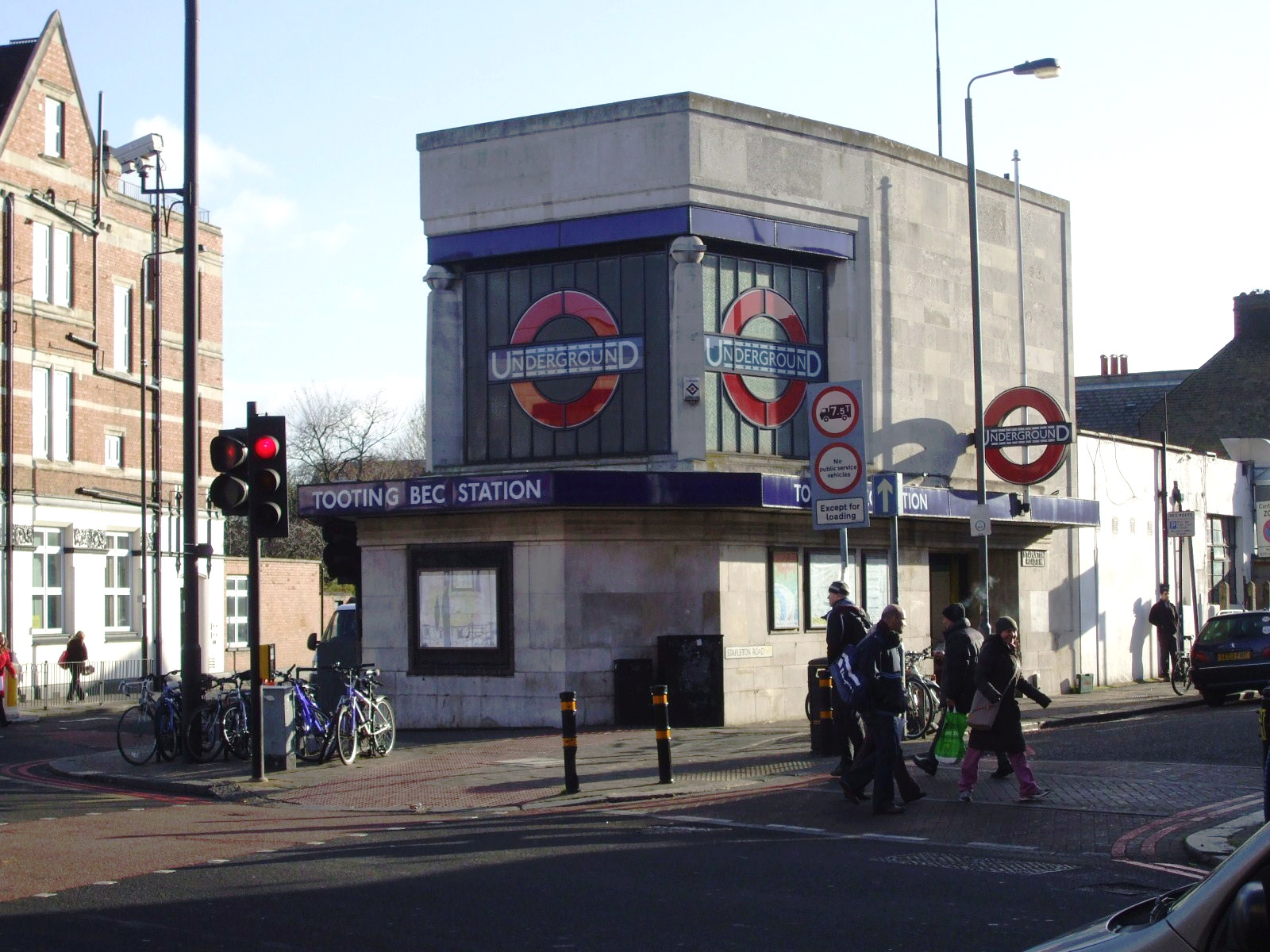
Nebeneingang

Tooting Bec ist eine unterirdische Station der London Underground im Stadtbezirk London Borough of Wandsworth. Sie befindet sich in der Travelcard-Tarifzone 3 an der Kreuzung von vier Hauptstraßen; der Balham High Road im Nordosten, der Trinity Road im Nordwesten, der Upper Tooting Road im Südwesten und der Tooting Bec Road im Südosten. Im Jahr 2013 nutzten 6,90 Millionen Fahrgäste diese von Zügen der Northern Line bediente Station.
Eröffnet wurde die Station am 13. September 1926 als Teil der Verlängerung von Clapham Common nach Morden. Zu Beginn hieß sie Trinity Road (Tooting Bec), am 1. Oktober 1950 erhielt sie ihren heutigen Namen.
Die von Charles Holden entworfene Station ist ein aus Portland-Stein bestehendes Gebäude im modernistischen Stil. Die Fliesen bei den Bahnsteigen und in den Zugangstunneln sind im Originalzustand erhalten geblieben. Seit 1987 steht das Gebäude unter Denkmalschutz (Grade II). Auf der Ostseite der Straßenkreuzung befindet sich ein kleines separates Eingangsgebäude, das durch einen Fußgängertunnel mit dem Hauptstationsgebäude verbunden ist.
Die finnische Rockband Hanoi Rocks veröffentlichte auf ihrem 1983 erschienenen Album "Back to the Mystery City" einen Titel mit dem Namen "Tooting Bec Wrecked".